# Amphisbetia
Amphisbetia är ett släkte av nässeldjur. Amphisbetia ingår i familjen Sertulariidae.

## Dottertaxa tillAmphisbetia, i alfabetisk ordning[1]
- Amphisbetia aperta
- Amphisbetia avia
- Amphisbetia bidens
- Amphisbetia bispinosa
- Amphisbetia brevis
- Amphisbetia elegans
- Amphisbetia episcopus
- Amphisbetia fasciculata
- Amphisbetia furcata
- Amphisbetia geminata
- Amphisbetia grossedentata
- Amphisbetia heteromorpha
- Amphisbetia irregularis
- Amphisbetia macrocarpa
- Amphisbetia maplestonei
- Amphisbetia mccallumi
- Amphisbetia megalocarpa
- Amphisbetia minima
- Amphisbetia minuscula
- Amphisbetia minuta
- Amphisbetia nasonovi
- Amphisbetia norte
- Amphisbetia olseni
- Amphisbetia operculata
- Amphisbetia pacifica
- Amphisbetia recta
- Amphisbetia rectitheca
- Amphisbetia simplex
- Amphisbetia trispinosa
- Amphisbetia trochocarpa
- Amphisbetia unguiculata